# 莎拉·赫卡比·桑德斯
莎拉·伊莉莎白·赫卡比·桑德斯（英語：Sarah Elizabeth Huckabee Sanders，1982年8月13日—）是一名美國共和黨籍政治人物。現任阿肯色州州長，曾任白宫新闻秘书，是擔任該職位的第三位女性。桑德斯此前曾為她的父親麥克·赫卡比的競選活動工作，後來在川普2016年的總統競選中擔任高級顧問。請辭白宮新聞秘書後，桑德斯成為2022年阿肯色州州長選舉中的共和黨候選人，並以壓倒性優勢獲勝。
作為新聞秘書，她是川普政府政策決定的發言人，與白宮記者團為對立關係。作為穆勒調查案的一部分，在接受調查人員的採訪時，她承認在她的職務中做了虛假陳述。桑德斯主持的新聞發布會比之前13位白宮新聞秘書中的任何一位都少。

## 從政

### 川普政府成員

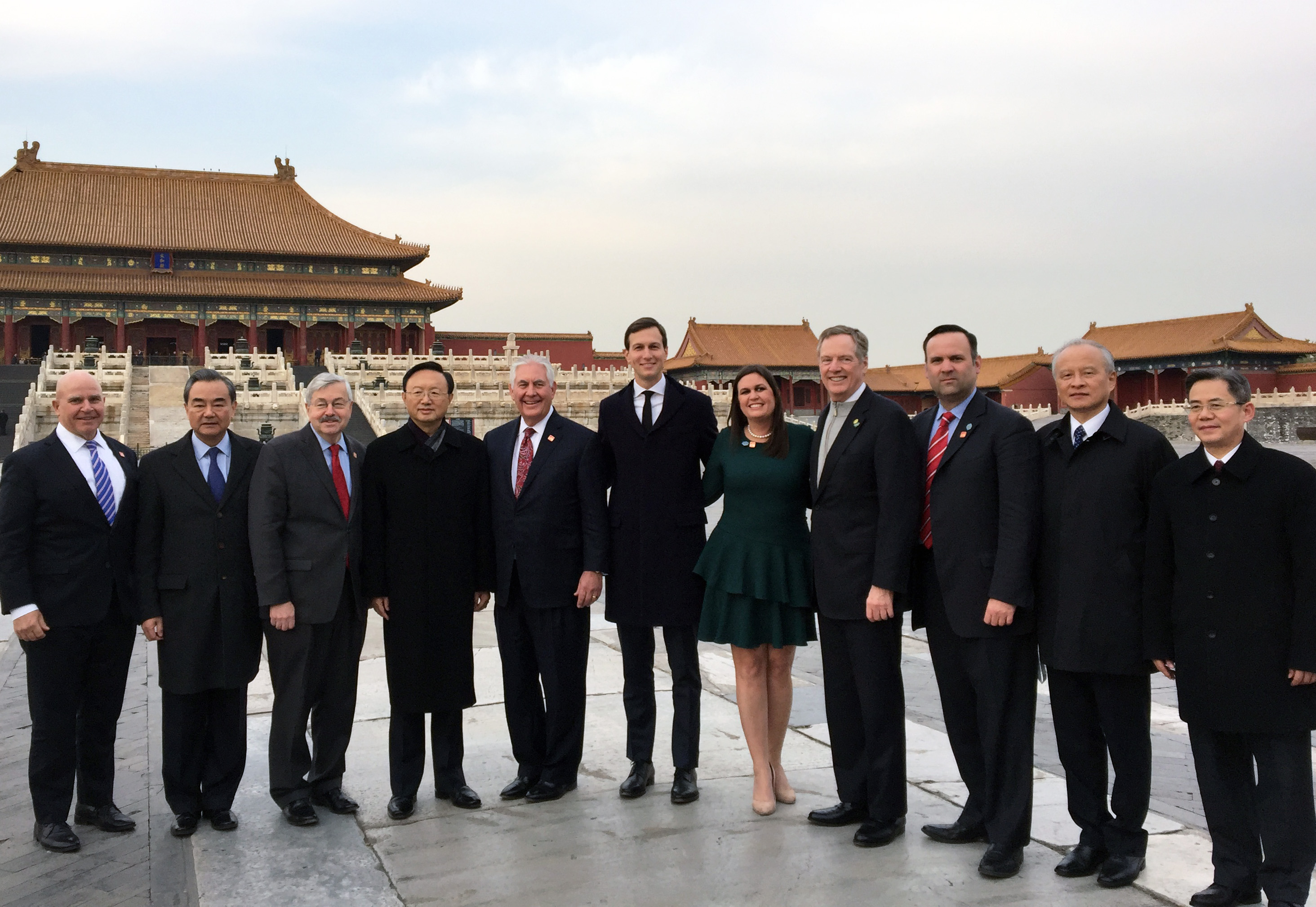
莎拉·赫卡比·桑德斯与雷克斯·蒂勒森、贾里德·库什纳和王毅于 2017 年在北京

2019年6月，川普在推特上宣布桑德斯將離開她的新聞秘書職位。

### 州長
2021年1月25日，在川普的支持下宣布參加阿肯色州州長，2022年5月獲得共和黨提名，同年11月擊敗民主黨候選人克里斯·瓊斯（Chris Jones）和自由黨候選人里奇·戴爾·哈靈頓（Ricky Dale Harrington），成為首位擔任阿肯色州州長的女性。

## 外部連結
- C-SPAN內的頁面（英文）

| 官衔                 | 官衔                            | 官衔                       |
| -------------------- | ------------------------------- | -------------------------- |
| 前任者： 肖恩·斯派塞 | 白宮新聞秘書 2017年－2019年     | 繼任者： 斯蒂芬妮·格里沙姆 |
| 政党职务             |                                 |                            |
| 前任者： 阿薩·賀勤森 | 阿肯色州州長共和黨參選人 2022年 | 現任                       |